# Huhtasaari (ö i Kymmenedalen, Kotka-Fredrikshamn, lat 60,53, long 27,02)
Huhtasaari är en ö i Finland. Den ligger i Finska viken och i kommunerna Kotka och Fredrikshamn i landskapet Kymmenedalen, i den södra delen av landet. Ön ligger nära Kotka och omkring 120 kilometer öster om Helsingfors.
Öns area är 3,7 hektar och dess största längd är 320 meter i nord-sydlig riktning.